# ティレル・026
ティレル・026 (Tyrrell 026) は、ティレルが1998年のF1世界選手権参戦用に開発したフォーミュラカー。ティレル最後のF1マシンであり、リカルド・ロセットと高木虎之介がドライブした。

## 背景
1998年はティレルにとって最後のシーズンであった。ケン・ティレルは初戦の前にBARにチームを売却した。ケンは1997年のドライバーであったヨス・フェルスタッペンに代わって豊富なスポンサー資金を持つロセットが選ばれたことで、それに怒ってチームを離脱した。

## 開発
マシンは前年型の025で限定的に採用されたXウィングを当初から前提とした設計になっており、一説にはXウィングがマシン全体のダウンフォースの5%を稼ぎ出していたとも言われる。しかしそのXウィングが、安全性の理由で同年4月に即時使用禁止となってしまい、以後は慢性的なダウンフォース不足に悩まされた。
設計したポスルスウェイトは「026は025との比較において98％が全く新しくなっている。新規定のナロートレッド化によって失われたダウンフォースを可能な限り取り戻すということが主要な目標となった」と026設計コンセプトを語った。
競争力のあるV10エンジンと良くできたシャシーを持っていたものの、失望のシーズンに終わった。
チームはシーズンを通してノーポイントに終わった。

## F1における全成績
(key) （太字はポールポジション）
| 年     | チーム        | エンジン     | タイヤ | ドライバー         | 1   | 2   | 3   | 4   | 5   | 6   | 7   | 8   | 9   | 10  | 11  | 12  | 13  | 14  | 15  | 16  | ポイント | 順位 |
| ------ | ------------- | ------------ | ------ | ------------------ | --- | --- | --- | --- | --- | --- | --- | --- | --- | --- | --- | --- | --- | --- | --- | --- | -------- | ---- |
| 1998年 | PIAA ティレル | フォード V10 | G      |                    | AUS | BRA | ARG | SMR | ESP | MON | CAN | FRA | GBR | AUT | GER | HUN | BEL | ITA | LUX | JPN | 0        | NC   |
| 1998年 | PIAA ティレル | フォード V10 | G      | リカルド・ロセット | Ret | Ret | 14  | Ret | DNQ | DNQ | 8   | Ret | Ret | 12  | DNQ | DNQ | DNS | 12  | Ret | DNQ | 0        | NC   |
| 1998年 | PIAA ティレル | フォード V10 | G      | 高木虎之介         | Ret | Ret | 12  | Ret | 13  | 11  | Ret | Ret | 9   | Ret | 13  | 14  | Ret | 9   | 16  | Ret | 0        | NC   |

## 参照
- AUTOCOURSE 1998-99, Henry, Alan (ed.), Hazleton Publishing Ltd. (1998) ISBN 1-874557-43-8